# Juana Manso de Noronha
Juana Paula Manso de Noronha (Buenos Aires, 26 de juny de 1819 - Buenos Aires, 24 d'abril de 1875) va ser una escriptora, traductora, periodista i mestra argentina.
Al Brasil entre 1852 i 1854, va dirigir O Jornal das Senhoras, el primer diari de llatinoamèrica destinat a el públic femení. A Buenos Aires al 1854 va fundar Àlbum de Señoritas, molt similar a la seva contrapartida brasilera. En tots dos, la temàtica se centrava en la moda, la literatura i el teatre. Al llarg de la seva vida es va comprometre amb el projecte il·lustrat de l'educació popular i és considerada una iniciadora del moviment d'educació.
Va escriure diversos llibres, entre ells poesia, i també manuals d'estudi; va realitzar traduccions d'obres en diferents idiomes i va ser una precursora al costat d'altres autors de la novel·la a Llatinoamèrica. Durant diversos anys va escriure els Anales de la Educación Común que havia creat Sarmiento.
Va exercir diversos càrrecs docents, tant en forma privada com pública, a Uruguai i Argentina; va ser integrant de el Consejo Nacional de Educación argentí i va donar conferències sobre la temàtica. Al costat d'altres educadors va establir la Societat Pestalozzi a Argentina. Va exercir a la mateixa època que Domingo Faustino Sarmiento amb qui va interactuar, i tots dos es van interrelacionar amb l'educadora nord-americana Mary Mann.
Diversos carrers, inclosa un a Puerto Madero, Buenos Aires, així com escoles de l'Argentina porten el seu nom. Es van realitzar certamens, tant de literatura com de periodisme, amb el seu nom.

## Biografia

### Inicis
Va néixer en una llar de classe popular. El seu pare va ser José María Manso, immigrant andalús, enginyer i agrimensor que va arribar a l'Argentina l'any 1789, casat amb Teodora Martínez Conca, una jove "portenya" (de Buenos Aires) d'ascendència hispànica. Van contreure matrimoni malgrat la prohibició que una dona nascuda en territori argentí es casés amb un espanyol, ordenança que va estar vigent entre 1817 i 1821. Es van establir al barri de Monserrat de la ciutat de Buenos Aires i van tenir dues filles, Juana Paula i al 1821, la seva germana Isabel.
Manso va anar a l'escola Montserrat que va crear Bernardino Rivadavia. Es va destacar per la seva intel·ligència i curiositat, però els mètodes d'ensenyament que s'aplicaven en aquells dies li avorrien. A més, tot i que dominava la lectura a la perfecció, treia males notes per no saber de memòria l'alfabet. Llavors va començar a estudiar pel seu compte, es va interessar per aprendre llengües estrangeres i música amb Juan Pedro Esnaola, un sacerdot de cognom Picazarri i el cantant Mariano Pau Rosquellas. Amb els seus coneixements d'altres idiomes realitzar les seves primeres traduccions de dues obres del francès, El Egoísmo y la amistad o los defectos del orgullo y Macrogenia o la heroína de Grecia, que el seu pare va fer imprimir a Uruguai.
Juntament amb un grup de dames va fer una bandera perquè el general Lavalle la fes servir en la seva campanya militar al nord-oest de l'Argentina. Aquest gest va inspirar a Bartolomé Mitre, que llavors era un jove oficial, i li va dedicar unes poesies en agraïment; però per aquesta donació va acabar rebent amenaces anònimes.
Es va formar en un ambient familiar partidari de les idees de Maig. El seu pare va participar de les batalles per la Revolució de 1810 i després va ser partícip de Govern Unitari de Bernardino Rivadavia, la qual cosa va impulsar la creació de la Societat de Beneficència Educativa amb la finalitat de fundar les escoles de les Catalinas i la de Montserrat. Això els va portar molts problemes futurs i al 1839, Juana Manso, amb 20 anys i amb la seva família, va emigrar primer a la ciutat brasilera de Rio de Janeiro i, posteriorment a Montevideo, Uruguai, a causa de les persecucions que la seva família estava rebent durant el govern de Juan Manuel de Rosas, per manifestar la seva oposició a la mateixa; i per donar suport públicament la Generació del 37, que va incloure la confiscació dels seus béns quan van emigrar a causa de l'oposició.

### Família
Manuel Oribe va assetjar Montevideo al 1842 i tota la família Manso va haver d'exiliar-se novament, aquesta vegada al Brasil. Allí va publicar històries i tractats filosòfics, però la difícil situació econòmica va fer que al 1843 tornessin a Montevideo, ja que Juana va ser nomenada directora d'una escola de nenes. Va publicar les poesies Una tumba y Una lágrima para ella a El Nacional i un Manual per a l'educació de nenes. Va contreure matrimoni amb Francisco de Saá Noronha al, un violinista de Portugal amb prou feines discret que la va fer incursionar per gires als Estats Units, Cuba i el Brasil. Amb ell va tenir dues filles. Al costat del seu marit, Manso va escriure obres teatrals (La Família Morel, A Saloia, A Esmeralda, Rosas), obtenint diversos èxits. En el teatre San Pedro de la ciutat brasilera fou on va conèixer a Francisco de Sá Noronha i amb ell es va traslladar als Estats Units, on va néixer la seva filla Eulàlia el 13 d'octubre d'aquest any, però el país no els va semblar acollidor i van tenir moltes limitacions de diferent índole; llavors van migrar a Cuba on la situació va millorar, i és allà on la parella va tenir a Herminia, la seva segona filla.
La relació matrimonial no va ser bona. Manso va rebre constants humiliacions per part del seu marit; maltractaments que ella tolerava perquè afirmava que la vida d'una dona contenia abnegacions i sacrificis, encara que posteriorment es va adonar que havia de corregir la seva mirada cap a la vida. El matrimoni va durar fins a la defunció de el pare de Manso; posteriorment, a l'assabentar-se de la mort del seu pare que fins a aquest moment feia de mecenes, el seu espòs la va abandonar i ella amb les seves dues filles va tornar a Buenos Aires, després de la caiguda de Rosas, entenent el fet del seu divorci com un procés d'aprenentatge més en la vida i no com una pèrdua.
El seu retorn es va produir després de la fi de govern de Juan Manuel de Rosas a finals de 1850 i ho va fer decidida a desenvolupar les activitats culturals i educatives que va realitzar a les altres ciutats on va viure, especialment als Estats Units, on tot i no poder tenir èxit en la part econòmica, es va mostrar interessada en el seu sistema educatiu.

### Mort
Per la seva constant lluita en pro de l'emancipació de la dona i els seus drets, els diaris i publicacions la van atacar constantment fins al punt de denigrar-la nomenant-la amb epítets salvatges, el que va acabar trencant la seva salut. A més, la va enfellonir que els Anales es deixessin d'imprimir durant cinc mesos. Finalment, va morir el 24 d'abril de 1875 als 55 anys, malalta de hidropesia. Va ser enterrada al Cementiri britànic perquè es va negar a rebre l'extremunció tot i que, segons va testimoniar el pastor WD Junior, un grup de dames li va manar comunicar que si no es confessava no se li autoritzaria el seu enterrament a la necròpoli de Buenos Aires. Els seus amics van veure en aquesta última voluntat una mostra de la seva coherència entre els seus pensaments i la seva manera de viure i morir. Recentment, al 1915, les seves restes van ser traslladades al panteó de Mestres del Cementiri de la Chacarita de Buenos Aires on a partir d'aquest moment hi descansen. La poetessa Juana Manuela Gorriti va acomiadar les seves restes i en la seva oratòria va aclamar 
| « | Juana Manso glòria de l'educació, sense ella nosaltres seríem submises, analfabetes, postergades, desairadas. Ella és l'exemple, la virtut i l'honor que exalça la valentia de la dona, ella és, sens dubte, una dona. | » |

 A més, l'esmentat religiós W. D. Junior va proposar un epitafi per a la seva tomba: «Aquí jeu una argentina que enmig de la nit d'indiferència que envoltava a la pàtria, va preferir ser enterrada entre estrangers abans de deixar profanar el santuari de les seves consciències».
Després de la seva mort, la seva filla Eulàlia li va sol·licitar al ministre d'Educació Pública Onésimo Leguizamón que li permetés dirigir els Anales i va sol·licitar una pensió. La resposta va ser positiva i va quedar a càrrec de la direcció de les cròniques i li va ser atorgada una pensió de cent seixanta pesos forts mensuals.

## Trajectòria

### Context social
La vida de Juana Manso es va desenvolupar a l'època en què es van dur a terme les guerres per la independència al Virregnat del Río de la Plata i les guerres civils que disputaven la manera de conformar el país que s'estava independitzant de la Corona espanyola. En aquest context, existien escoles amb el règim colonial i d'altres que es van constituir durant aquesta època. La constitució d'un sistema uniforme d'educació va haver d'esperar fins a la dècada de 1880 on la tasca de Manso va ser destacada.
Juana Manso seguia les idees revolucionàries de maig amb idees independentistes, republicanes, liberals i progressistes. Juntament amb altres educadors de la seva època, Domingo Faustino Sarmiento entre ells, donava suport al projecte il·lustrat d'educació popular, és a dir la construcció de la república mitjançant l'educació del total de la població. A més, concorde a les idees d'aquesta època afins al moviment romàntic i a el pensament racionalista, Manso afirmava que la humanitat no anava per darrere i el destí final era el progrés. També desitjava abolir l'esclavitud i el racisme d'acord a les idees roussonianes, que va incloure lluites en contra de les pràctiques freqüents per aquests anys com l'intent d'extermini de la població originària d'aquestes terres. Les seves idees incloïen el desacord per la dominació de l'església catòlica a la part religiosa i ho va reflectir en un article titulat «Libertad de Conciencia» on demana que no hi hagi més litigis entre les diferents religions que en aquest moment existien a Buenos Aires. Aquests pensaments lliures li van portar diversos inconvenients, un d'ells el rebuig de la societat de la seva època que no l'hi va perdonar i el fet que cap dels dos Cementiris de Buenos Aires existents en el moment de la seva mort, el de la Recoleta i el de Chacarita, van permetre sepultar el seu cos per haver-se negat a rebre l'extremunció per part d'un sacerdot de l'església catòlica.
Manso, a més, es va introduir en aspectes de la cultura que en aquest moment la societat ho reservava als homes com l'escriptura o el periodisme (incloent el maneig dels mitjans de comunicació) entre altres activitats, ja que també era maçona. En aquells temps, la tasca imposada de la dona era la de mestressa de casa i la criança dels fills.

### Periodisme
Juana Manso va usar les eines periodístiques com una forma de lluitar contra els prejudicis d'aquests anys, especialment contra el gènere femení. A la capital uruguaiana, va participar en un saló literari amb diversos connacionals exiliats. A Montevideo, cap a 1841, va col·laborar a més amb el diari El Nacional on va publicar poesies dedicades a herois i les seves amistats.
Quan va viure al Brasil va crear O Jornal das Senhoras. Modas, Literatura, Bellas Artes, Teatros e Critica, que es va editar entre 1852 i 1855, el primer diari feminista a Llatinoamèrica. En aquesta publicació va prendre el paper de filòsofa crítica adoptant valors des del punt de vista de la dona. No tenia intencions de lucre amb aquesta empresa com ho dona a entendre en el quart mes de circulació del diari en una de les seves notes on a més publicava avenços del contingut dels successius exemplars.
Quan va tornar a l'Argentina va fundar una versió per a aquest país que es va anomenar Álbum de Señoritas. Periódico de Literatura, Modas, Bellas Artes y Teatros que es va diferenciar d'altres publicacions d'aquest moment fetes per dones per signar amb el seu veritable nom. Les altres ho feien amb pseudònims de noms d'homes, mentre que ella a més figurava com a directora i com propietària. Però la publicació no va tenir bona acceptació i va durar només vuit setmanes; el primer número va sortir el 1r de gener de 1854; però cadascuna de les vuit edicions va deixar el seu llegat, amb el primer va plantejar els objectius, sent un d'ells demostrar que la intel·ligència femenina és important pel fet que quan Déu va crear l'ànima humana no li va assignar un sexe, i a més va celebrar el fet de tornar al seu país passats vint anys. També va projectar publicar notícies sobre modes, motlles de vestits, articles sobre música i il·lustracions. Va destacar l'exemple anglès que va convocar als seus més experts advocats per canviar les lleis perquè la dona tingués garantida la seva dignitat en reconèixer la seva capacitat intel·lectual com a dret natural. En aquestes edicions, va reclamar educació per a la dona i que els homes deixessin d'acudir a elles només perquè els facin feliços.

Durant aquests anys es va inaugurar a Sud-amèrica el transport usant embarcacions de vapor pels rius interiors que uneixen Perú, Brasil i Bolívia, i la periodista es va referir a aquest esdeveniment amb una intuïció del futur amb el tercer número del diari, en una editorial titulada «El Progrés», on es refereix també al ferrocarril que per aquestes dates ja operava a Xile, 
| « | Algun dia les serralades seran trepades per la seva base formant amples túnels, i, de les selves agrestes, faran les indústries belles ciutats. | » |

En aquesta publicació sol·licitava l'educació de la població originària d'aquestes terres. Ho va fer en un article titulat «Las Misiones» a on invocant l'Evangeli segons Sant Mateu sostenia que era el moment propici per edificar albergs per als missioners. A més, sol·licitava el cessament de la fustigació contra els aborígens i veia amb angoixa l'avanç de tropes per contenir l'avanç dels mateixos. En aquests documents reflexionava sobre el fet de si no era millor fer servir una via pacífica per reconvertir-los en el món del treball deixant els seus costums nòmades i és en els missioners en els que confiava per a aquesta tasca. En aquest article, va esmentar al general uruguaià D. Melchor Pacheco i Obes a qui li va enviar unes taules per facilitar l'aprenentatge de la lectura, i aquest les va aprovar i va ordenar la seva impressió gratuïta a la impremta governamental.
En un altre d'aquests vuit números es va ocupar de les religions existents a Buenos Aires; els va sol·licitar que acabessin amb els conflictes entre elles. En aquest article anomenat «Libertad de conciencia» va sostenir que hi ha un sol Déu, que totes les persones són fills d'ell i al Cel tots seran perdonats.
En el seu paper d'educadora no podia faltar aquest tema dels seus articles; a més de l'educació dels aborígens, imperava per un reglament que reguli tots els instituts que s'estableixin; també considerava insuficients les hores en què els alumnes estaven escolaritzats, i se sentia sorpresa pel llenguatge vulgar emprat pels nens producte de dues dècades d'endarreriments i tiranies. A més, per sostenir econòmicament l'educació va proposar utilitzar el recaptat en loteries com finançament de el futur dels nens.
El penúltim número el va dedicar a l'ànima, la va definir com una força sensible, intel·ligent i lliure, i va apel·lar per a la seva formació a la Filosofia, deixant demostrat que totes les persones tenen una ànima encara que també va afirmar que moltes persones pensen no tenir-la o no haurien de tenir-la. En aquest exemplar, li va dedicar unes paraules a l'homeopatia i la medicina casolana. A més, es va referir a la moda i al mal estat del Port de Buenos Aires.
El 17 de febrer de 1854 va aparèixer el vuitè i últim número de la sèrie; en ell va declarar que el diari va ser com un fill, que igual que la seva mare va ser desconeguda en la seva zona d'influència.
En totes les seves publicacions, Juana Manso va oficiar de periodista i de directora encarregant ella mateixa d'informar els seus objectius als seus lectors, tasca que es va encarregar de divulgar en un article de l'11 de gener de 1852 titulat Quem eu sou, e os meus propósitos (Qui sóc, i els meus propòsits). Allà va afirmar que escriure sobre si no li resultava una tasca divertida i ho escriu fent servir la primera persona usant temps verbals dinàmics. A més, en forma jocosa adverteix que el que van a llegir no és una autobiografia ni les seves inquietuds com podria ser improvisar romanços als vuit anys. En aquesta nota es confessa romàntica però una sèrie de desenganys van fer que el seu cor s'endurís i aquesta actitud va acabar sent beneficiosa per ella. S'autodefineix a si mateixa com a escriptora i directora d'un mitjà periodístic i s'imagina la imatge que els lectors es faran d'ella, si és vella o jove, lletja o bella entre altres qualitats, i diu que ella és incapaç de respondre a aquests dubtes i s'autodescriu com Femme Auteur (Dona autora), terme usat pels francesos.
Es va destacar una sèrie de publicacions realitzades per Manso a La Ilustración Argentina, diari que va circular a Argentina entre 1852 i 1854 sota la direcció d'Hortensio Hortelano. Una publicació del 13 de desembre de 1853 que va titular La emancipación moral de la mujer i una altra el 29 de febrer de 1852 on va publicar els seus Recuerdos de viaje que ja havien aparegut al Brasil en el seu Jornal das Senhoras, basat en el viatge que al costat del seu marit van realitzar a Cuba a bord de la goleta La Antilla al 1847, i que entre les seves pertinences portaven trenta cartes de recomanació que els van permetre ser ben rebuts als pocs dies.
Entre el 3 de març i el 10 d'abril de 1864, va circular la publicació La flor del aire. No es va saber en principi qui era el seu director, es presumia d'algú sota un pseudònim o d'un sacerdot provinent d'Espanya, i les investigacions van concloure que era Lope del Río qui el dirigia secundat per l'escriptora Eduarda Mansilla, sota el sobrenom de "Daniel", i Juana Manso, fent-ho sota el sobrenom de "Dolores". El paper de Manso en aquesta publicació es va centrar en les qualitats femenines i la moda. Va tenir al seu càrrec la columna "Mujeres ilustres de América del Sur". Aquesta publicació va tornar a imprimir-se el 16 de juny de 1864, aquest cop amb la direcció de Manso i amb un nou nom La Siempre Viva, amb la temàtica central de la protecció dels drets morals i intel·lectuals de la dona, i la moda com a temàtica secundària. A més, en els quatre números que va tenir aquesta publicació promovia l'estudi i el treball de la dona. També li va dedicar espais per a la publicació de biografies de dones destacades.
Es van posar en relleu unes sèries de col·laboracions en el diari El Inválido Argentino, dirigit per Juan M. Gutiérrez. Al número 29, del 14 de juliol de 1869, va donar suport a la idea del governador de Santa Fe, Nicasio Oroño, d'expropiar el Convent de San Lorenzo per instal·lar en el seu lloc una fàbrica i un establiment educacional agrícola. La iniciativa comptava amb l'oposició del doctor Fèlix Fredes, a qui Manso li va dedicar la seva nota i aquest va respondre atorgant-li el sobrenom de Juana, La loca.
Va realitzar també una novel·la històrica basada en fets de la història de l'Argentina de les que es van conèixer quatre edicions, la primera editada en el Diario Das Senhoras, a Río de Janeiro, Brasil, al 1850, escrita en portuguès amb el títol La príncipe, la segona en El Inválido Argentino que es va publicar des del 29 de desembre de 1867 fins al 16 de febrer de 1868, coincidint amb l'últim número d'aquest setmanari. La tercera i quarta edició van ser impreses a la impremta de F. Pereira i fills i comercialitzada en el negoci de Jesús Menéndez al 1924 i a l'editorial Rovira l'any 1933, sota el títol de Los misterios del Plata. Aquesta novel·la va ser anunciada per la seva autora en una nota amb el títol Guerras civiles Del Río de la Plata- Primera parte- Una mujer heroica- por Violeta, on ella va usar aquest pseudònim: "Violeta"; i on es refereix a les guerres civils que es van produir en aquesta zona, i va qualificar als participants en aquestes conteses com a personatges reals d'un romanç històric que van patir i van actuar en les mateixes. També va descriure l'escena com un quadre en què els colors provenien de la fantasia del pintor, que en algunes ocasions copiava de la natura i en una altra usava el seu cor com a inspiració. En la mateixa nota va fer referència als seus orígens recordant l'exili que li va tocar viure durant el govern de Rosas.
Allí, a més, va anunciar que el treball s'anava a dividir en dues parts, la primera, sense noms propis, tindria com a argument una dona que no existia en aquell moment però tenia parents; i la segona part, amb la denominació "Páginas de la juventud" que anava a contenir noms propis com a crònica dels incidents socials viscuts 28 anys abans d'aquesta data. També li va anunciar a Sarmiento en una carta la propera aparició de la novel·la.
Amb l'ocasió d'una epidèmia de còlera que va afectar de forma massiva als pobladors de Buenos Aires a l'abril i desembre de 1867, Manso va escriure en aquest diari la columna La educación de la muerte on li va donar consells a la Municipalitat de la Ciutat Buenos Aires sobre la neteja urbana i li va sol·licitar higiene a la població, tant física com moral, i a més, li va dedicar una poesia del tema.
Va col·laborar a l'Ondina de Plata, publicació que va tenir influència en el públic femení al segle xix. El director d'aquest diari era Luis Telmo Pintos a qui Manso li havia enviat una carta elogiant aquesta empresa que per les seves característiques era magra i va es referir al passat on la dona no era respectada i va sostenir que havia arribat el moment d'exercir la llibertat de premsa, la qual considerava un dels més importants èxits civils.

### Literatura
Entre 1837 i 1838 va participar al Saló Literari de Marco Sastre al costat de diversos escriptors com José Mármol, Florencio Varela, Ricardo Gutiérrez i Esteban Echeverría, entre d'altres. Amb aquests homes es va tornar a trobar en el seu exili a Montevideo al 1840, on les condicions de vida no li eren favorables.
Aquest any a la capital uruguaiana va publicar a El Nacional de Montevideo un article titulat «La Mujer Poeta», però de seguida una dictadura militar es va fer càrrec del govern d'aquest país i la família es va exiliar a Brasil.
Al 1843, la família va tornar a Montevideo i les seves amistats li van aconsellar escriure un llibre de lectura, i a més, utilitzant peces musicals del seu espòs va escriure un oratori titulat Cristóbal Colón.
Va escriure al 1858 una novel·la, que va ser conservada per la seva filla Eulàlia i es va titular El manuscrito de mi madre. La novel·la estava dirigida a ella, la seva filla gran i va ser publicada per primera vegada per l'autora Maria Velasco i Arias en el seu llibre biogràfic sobre Juana Manso.
L'any 1862 va escriure Los manuscritos de Alginatho, un llibre d'història per a alumnes que cursaven els primers anys de la seva escolarització, utilitzant un llenguatge fàcil de comprendre. Li va enviar una còpia de la seva obra al general Mitre, aquest el va llegir i el va recomanar perquè fos un llibre de lectura elemental en l'educació comuna. Malgrat aquesta recomanació, els professors del Col·legi Nacional de Buenos Aires no el van utilitzar fins a l'any següent. La professora Elvira N. d'Arnoux va realitzar una crítica de l'obra qualificant-ho com un relat històric que en forma progressiva es converteix en un relat de la Història. El llenguatge utilitzat a l'obra és més proper al didàctic que a la del tradicional relat històric. Per la seva banda, Santomauro en la seva anàlisi va dir que va ser el primer llibre sistematitzat emprat en l'educació primària argentina. Una segona edició d'aquest llibre va ser publicada per les filles de Manso al 1881 en el qual van agregar el període 1874-81, el qual va ser recomanat en la sisena edició de l'Ondina de Plata apareguda l'1 d'agost de 1875.

#### Traduccions
Manso es va especialitzar també com a traductora d'obres a l'espanyol. La seva primera traducció va ser del francès: va traduir a Laskarina Bubulina, una novel·la que el seu pare va manar imprimir sota el pseudònim "Una joven argentina" i que va ser dedicada a la Societat de Beneficència. També va escriure altres obres seves en portuguès i més altres de l'anglès, d'altres escriptors entre els quals es conta amb Las lecciones objetivas de Calkinso. A més, va traduir Llibertat de Lieber, Naturaleza y valor de la educación de John Lalor i Dios, el hombre y la educación, Lecturas e informes d'Horace Mann, i La teología de Cambridge, obra dedicada als estudiants de la Universitat de Buenos Aires. A més, va fer una obra titulada Las dos escuelas on va tenir com a font alguns opuscles escrits pel doctor Samuel Hahnemann en el seu llibre La medicina homeopática.
Mentre estava al capdavant del seu Ateneu de Senyoretes, José Mármol, el seu amic, la va instar a escriure en diaris regionals i és allí, com identificada amb el romanticisme d'Esteban Echeverría, on va publicar setmanals poesies sota diferents pseudònims. Un dels utilitzats va ser "Una joven argentina" amb el qual va publicar una traducció de la novel·la en francès El Egoísmo y la amistad o los defectos del orgullo, i també de la mateixa llengua el ja esmentat Mambrogenia o la heroína de Grecia.
Va traduir les cartes que va intercanviar amb Sarmiento i l'educadora estatunidenca Mary Peabody de Mann per tal de difondre idees mitjançant l'ús de la correspondència.

### Crítiques
Els llibres que Manso va publicar es van convertir en un punt d'inici, usant una escriptura didàctica a on es pretenia persuadir, i utilitzant arguments que tendien a institucionalitzar l'educació. A més, a literatura és considerada com una de les precursores de la novel·la hispanoamericana al costat d'Eduarda Mansilla, Mercedes Marín del Solar, Rosario Orrego Castañeda, Gertrudis Gómez de Avellaneda, Julia Lopes de Almeida, Clorinda Matto de Turner, Juana Manuela Gorriti i Mercedes Cabello de Carbonera, entre d'altres.
Élida Ruiz va fer una anàlisi de l'obra Los Misterios de Plata editada al 1899: la va considerar com la primera novel·la dins del romanticisme històric, però per convenció es va considerar a Amalia com aquesta obra. La novel·la històrica relata fets ocorreguts en una època anterior a la que viu el novel·lista a on pot haver canvis als successos ocorreguts realment, però si es mantenen invariables al fusionar-se en la novel·la poden canviar de valor i només compleixen una funció estética.
Juana Manso, segons les seves paraules, no va intentar copiar a Los Misterios de París d'Eugène Sue sinó evidenciar la política de l'Argentina i al país que segons el seu criteri eren un misteri per al món civilitzat. John S. Brunswood va analitzar l'obra on va trobar una «atmosfera» creada per una unió de factors; hi ha un espai de perill permanent en l'argument de Los Misterios del Plata associat amb la repressió política de govern de Juan Manuel de Rosas.
Cora Olivia va escriure una crítica de La Familia de Comendador a La Ondina del Plata en una nota que va titular la novel·la, a on va comparar aquesta obra amb La cabana de l'oncle Tom d'Harriet Beecher Stowe. Va dir que la primera novel·la és una imitació de la segona on es va posar en escena als enginys del Brasil on l'esclau de raça negra treballava en el cultiu de la canya com passava a Cuba conformant un poderós grup poblacional. Olivia en la seva crítica va dir que les dues novel·les van ser llegides per lectors que tenien atracció per la novel·les detestables i corruptores. El crític literari Reis va considerar que la relació entre els dos texts no constituïa un plagi sinó la fluctuació de dos missatges que contenien valors i codis literaris molt propers entre sí.
L'autora Velasco i Arias va analitzar aquesta obra també i va descriure al Comendador com un home de quaranta anys, sibarita per als gustos; a més està casat amb Carolina, una cosina seva de caràcter dur i comerciant igual que la seva sogra i tia, Maria Das Neves, que va ser qui va impulsar les noces i pren les decisions de les seves vides. En la seva anàlisi, Velasco i Arias va afirmar que a Manso no li agradava els caps per lligar en la seva vida, per això, en el text va ajustar amb precisió la dels personatges. A més, va destacar que la novel·la es va basar en el patiment dels esclaus, que reclamava per tal de l'esclavitud, cosa que Manso considerava un delicte de la humanitat, tal com havia fet al 1852 Harriet Beecher Stowe amb la seva novel·la La cabana de l'oncle Tom i que va posar en dubte el sistema d'esclavitud vigent als Estats Units, encara que l'autora Velasco i Arias indiqui que Manso hagi llegit aquesta obra per a escriure la seva.
Així mateix, Velasco i Arias va afirmar que l'escriptura de Manso no té estil pròpiament dit, sinó que els paràgrafs són armats desigualment per distracció, comet molts errors de lèxic i ortografia, fa servir la X de qualsevol forma (exena en comptes d'escena), fa servir la g en on en castellà va la j (estrangera, muger, paisage) i, en altres ocasions, va cometre errors en el nombre, fluïdesa i propietat, així com fer mal ús o ometre utilitzar proposicions. Aquestes mancances en l'escriptura van fer concloure a Velasco i Arias que l'escriptura de Manso no s'ha d'utilitzar com a exemple idiomàtic.
Una altra de les obres de Manso va ser La Revolución de Mayo de 1810, referida a aquest esdeveniment històric que va significar el naixement de l'Argentina com a nació i Luis Ordaz ho va assenyalar com el punt inicial de teatre argentí. L'obra va ser escrita al 1864, el seu argument és un drama dividit en cinc actes en on el seu autor va apel·lar a la consciència mítica ja establerta en la població on la representació teatral facilitava la interpretació d'idees. El desenllaç de l'obra està predefinit pel seu títol, els actes estan basats en fets reals com així també els personatges i l'escenari, els quals estan documentats de forma correcta. Manso va saber percebre les idees de Rousseau en els protagonistes de Maig.
També va aconseguir temps per escriure una interessant quantitat de poemes; escriure el seu primer poema el 4 d'agost de 1841 a l'edició nº 797 de El Nacional, versos que van ser ironizados per altres poetes contemporanis i també a El Constitucional, i aquest any, el 6 de desembre va publicar A Corrientes Vencedora. Posteriorment, la mort d'Adolfo Berro la va inspirar per escriure un en la seva memòria. I mentre romania exiliada al Brasil va compondre cobles, seguint l'estil de Jorge Manrique. Altres poesies seves van ser publicades al setembre de 1823 a El Nacional titulades Varias composiciones inéditas desde Río de Janeiro a on va presentar contingut líric i un marc piadós característic de l'escola romàntica. Un altre poema destacat de Manso es titula Una armonía. Homenaje de amistad al Sr. Don Juan Bautista Cúneo inspirat, segons Velasco i Arias, en la situació social que es vivia a Itàlia al 1844. És una poesia amb 298 versos que va ser considerada com un cant èpic per diversos crítics literaris. Va escriure versos inspirats en l'assassinat d'Abraham Lincoln, ocorregut al 1865.
La poesia no va ser el fort en la producció literària de Manso, però va tenir bona acceptació. Les seves poesies van ser traduïdes a l'anglès per Henry W. Longfellow, per mitjà de Sarmiento, i a més, va declarar ser admirador de l'autora. Diversos dels seus poemes van ser inclosos l'any 1877 a l'Álbum poético de la Ondina del Plata.

#### Periodisme
El doctor Tomás Néstor Auza, en el seu llibre Periodismo y Feminismo en Argentina 1830-1930, va realitzar una anàlisi de la revista La Flor del aire. Es tractava d'una publicació de vint-centímetres per trenta-un, amb el material imprès en una bona tipografia i separat en dues columnes i amb la llegenda «Periòdic il·lustrat dedicat al bell sexe», frase que definia l'orientació temàtica de la revista tot que no incloïa il·lustracions excepte uns figurins que es distribuïen en algunes tirades per separat, i en una ocasió es va distribuir una impressió litogràfica de la versió de P. Permy de l'obra musical La fuerza del destino de Giuseppe Verdi per a piano. El doctor Auza va presumir que la revista va comptar amb dotze edicions editant fins a finals de maig, tot i que en una recerca realitzada només es va poder trobar un recull compost per cinc números, comptabilitzant un total de quaranta pàgines impreses entre el període comprès entre el 3 de març de 1864 fins al 10 d'abril; on les restants es van haver de editar entre abril i maig, i en cas d'algun endarreriment en la impremta, es va poder haver estès fins a la primera quinzena de juny. En aquesta anàlisi, també es refereix al director, que signava com Lope Del Río, i va concloure que s'havia de tractar d'una persona d'existència real que es va associar amb dues dones de la seva empresa periodística i va fonamentar aquesta hipòtesi en el fet que no es recolzava en les seves col·laboradores a l'hora de citar o afirmar els seus conceptes, i en les seves editorials solia fer referència a la filosofia, la religió i la teologia, el qual va permetre concloure que era sacerdot o algú molt proper a la religió. També va analitzar el paper de les col·laboradores: Eduarda Mansilla i Juana Manso. La primera, la més jove de el grup, que va usar el pseudònim "Daniel", el qual ja era conegut pels lectors de l'època perquè ja ho havia fet servir, i la segona que va usar el sobrenom de "Dolores". "Daniel" es va dedicar a la crítica teatral i, segons Auza, va demostrar posseir independència de criteri i més amplitud d'informació. "Dolors" per la seva part, es va ocupar de la secció de "Modes" aconseguint demostrar, també segons l'anàlisi d'Auza, amplis coneixements sobre el tema en tots els seus aspectes, i a més, es va dedicar a biografiar dones destacades de Buenos Aires, com Encarnacióm Sanguinet de Varela, l'única biografia que l'analista va aconseguir trobar a la seva recerca.

### Manso y el feminismo
Es pot considerar a Juana Manso una feminista declarada. Volia integrar la dona en l'educació des de la seva formació i enfortir la individualitat femenina. Aquestes idees van repercutir en la societat d'aquell moment de forma radical sobre la situació de la dona en ambients externs a l'entorn familiar. Va usar com a inspiració de les seves idees a George Sand i Concepción Arenal, la primera autora va afirmar que «el geni no té sexe» i va realitzar la seva carrera professional com si fos un home, on va donar suport al matrimoni com a companyonia, es va haver de vestir com a home i actuar com a tal a la vida quotidiana, tot i que no va deixar de banda els seus instints femenins, i la segona va coincidir amb Manso amb que la dona havia de superar diversos obstacles que sobresortien de l'ordre institucional. Es va vestir com a home per assistir a classes a la seva facultat aconseguint el qualificatiu de masculina com Manso. A més, pensava igual que Manso en el fet que un bon sistema educatiu era el pla per salvar la pàtria.
| «             | Vull provar que la intel·ligència de la dona, lluny de ser un absurd o un defecte, un crim o un disbarat, és el seu millor adorn, és la veritable font de la seva virtut i de la felicitat domèstica. La societat és l'home: ell només ha escrit les lleis dels pobles, els seus codis; per tant, ha reservat tota la supremacia per a si; el cercle que traça entorn de la dona és un estret inultrapasable, el que en ella classifica de crim, en ell ho atribueix a la debilitat humana; de manera que, aïllada la dona al mig de la seva pròpia família, d'aquella que Déu la va fer part integrant, segregada de totes les qüestions vitals de la humanitat per considerar-la fracció més feble, són amb tot obligades a ser elles les fortes i ells en punt a temptacions, són la fragilitat individualitzada en l'home. | » |
| — Juana Manso | |   |

Quan publicava el Diario de las Señoras, a l'edició del primer diumenge de febrer, un lector va enviar una carta titulada El hombre a on qualificava les seves idees feministes de subversives entre d'altres greuges. Ella respon a aquesta carta dient que com era anònima i a ella es la van remetre en privat, no estava obligada a contestar-la, primer perquè no tenia costum de dialogar amb desconeguts i, segon que com els pensaments d'aquest lector eren tan repulsius no es podia dialogar amb ell. A la primera carta li prossegueix una segona del mateix lector, a la qual ella li respon que es troba sorpresa per la seva ingenuïtat que les seves idees independentistes de la dona es van basar en la primera missiva i afegeix que la mateixa és una espina en la difícil tasca que va emprendre una dècada enrere.

Entre els aclariments en resposta a aquesta carta anònima, Manso diu que considera el matrimoni com un contracte social a on la dona ha de tenir els mateixos drets atorgats per Déu i que l'egoisme de l'home denega, al que el seu anònim interlocutor li va respondre que amb aquesta definició l'home deixa de reconèixer l'autoritat de l'espòs, afirmació que ella va considerar com sediciosa i anihiladora; que el matrimoni no significa el lliurament del cos i ànima femenina. Ella va reflectir en el primer article el que entén com independència moral: 
| « | És el coneixement veritable de la missió de la dona a la societat; és el gaudi dels drets que l'egoisme de l'home li nega. També té una ànima atorgada per Déu i l'home li nega. | » |

En els seus escrits recomanava no rebel·lar-se però dona a entendre que la dona té consciència que no és tractada amb justícia i és a ella a qui cal fer-li veure la importància de tenir accés als seus propis llocs. Assenyala el fet que l'home sempre l'assenyala com «la meva dona» de la mateixa manera que diu «el meva cotxe» o «el meu martell». És a dir, li dona el mateix tractament que a un objecte deixant-la en la total ignorància i Manso afirma que aquesta debilitat és una manca de judici per a la seva autoconducció. Però sosté, que hi ha homes amb bona fe que amb el transcurs del temps veuen la necessitat que la persona que està al seu costat estigui a la seva altura, usant l'amor com l'únic mitjà per aconseguir la felicitat, i tenint com a sentit d'aquesta paraula que el matrimoni sigui la unió de dues ànimes amigues i de dos cors que s'agermanen i no d'una relació d'esclavitud. L'autora va usar per a aquestes definicions el model europeu i nord-americà on les dones podien accedir a càrrecs que al seu país els estaven prohibits.
En aquesta publicació Manso, va publicar una sèrie de notes anomenades «Emancipación moral de la mujer», on definia a la dona com un subjecte amb els mateixos drets que els seus parells i no com una víctima de la seva situació, on també assenyalava que en el paper de submissió que pateix no pot o es veu limitada la seva participació dels processos socials i crida a la reflexió per eliminar aquests factors estructurals com la inexistència de certs nivells educatius.
El 2 de juny de 1852 va escriure una altra missiva a la seva publicació i ho va fer dirigida a la redactora en cap d'aquest mitjà (o sigui ella mateixa), en resposta al que a la setmana anterior va sortir publicat a la revista sobre moda Novo Correio, que es va titular «Emancipacao das Mulheres», de forma gairebé homònima a la doctrina que ella predicava, veient llavors en l'obligació de defensar-la. Afirmava que la fe en el progrés és una de les qualitats de la dona i les considerava aptes d'escollir estratègies per aconseguir nous drets. Aquests ideals prosperaran com la llibertat de cultes i la llibertat de l'ànima humana. Així mateix, afirmava que la humanitat mai va cap enrere, avança cap al progrés que és el destí triat per a ella per Déu. A més, als que agredien les seves conviccions els preguntava si no recordaven que és inherent a aquest país (Brasil), que al costat de Portugal i Turquia són els únics estats on la dona no és lliure d'acció. Indicava també que a la resta de el món, és lliure intel·lectualment igual que els seus parells homes.
En aquesta sèrie d'escrits donava a entendre que l'esclavitud femenina és una mala herència de la dominació àrab a la península Ibèrica i que els conqueridors d'Amèrica van importar i van executar a l'esmentat continent.
Manso també va deliberar sobre la implementació del matrimoni civil, davant d'un projecte de llei que el doctor Joaquín Granel va presentar a Santa Fe, el qual va ser recolzat per la premsa escrita, però també va tenir els seus opositors entre els quals es trobava Félix Frías, a qui Juana Manso li va dedicar una rèplica a El Inválido Argentino produint un discurs purament feminista. Van ser dues notes que es van titular «Las teorías del Doctor Frías y el espíritu republicano» on el va qualificar com un «ultramontano» que confonia les idees. Segons Manso, en un matrimoni només religiós la dona perd la personalitat civil passant a ser una súbdita que només obeeix i va posar com a exemple, novament, a la societat estatunidenca a on en la sobirania popular se sosté amb la base social.
Manso va atribuir a Maria Cristina de Borbó de ser la primera que es va animar a enfrontar-se a l'esclavitud femenina a Espanya i donar inici a l'emancipació intel·lectual de la dona en aquest país. En els fets històrics d'aquell país en els llocs de València i Saragossa, les dones van donar mostres de valentia però no així en el camp intel·lectual, que després de Santa Teresa de Jesús van ser molt pocs els talents femenins que van sobresortir.
L'autora va considerar als Estats Units com el país més adequat per a la vida de les dones, on la seva acció per aquesta època era totalment independent a la de l'home, treballaven en forma paral·lela, administraven hotels i s'exercien en la funció pública. I, a més, en aquest país i com al Regne Unit, Itàlia, França, Suïssa i Alemanya, l'home i la dona deambulen pel carrer junts, el que conseqüentment significa que en aquests llocs existia el concepte de familia.
Com a conclusió d'aquesta sèrie de notes, convidava a les dones a exercir tasques pagades quan el sou de la seva contrapart no fos suficient com per tenir una vida adequada i demanava als homes que acceptessin algun dia el fet que la dona deixi de ser esclava; a més, que deixin d'administrar les economies familiars, evitant d'aquesta forma el malbaratament dels fons, els abusos i la tirania, així com que respectin la dona com un igual. També convidava a les autoritats que consideressin l'adulteri com un delicte i d'aquesta manera, la dona deixaria de ser considerada un objecte, el que donaria fi al que Manso considerava una guerra a la capacitat intel·lectual al Brasil.
A la seva publicació La Siempre Viva, va qüestionar la impossibilitat que una dama pugui entrar sola a un cafè o a un hotel, va expressar en aquestes línies que en una xerrada a Filadèlfia, va esmentar aquest fet i li van respondre que era un endarreriment important. Ella suposava que tot lloc públic és del públic i va concloure aquesta nota amb l'afirmació que quan hi ha esclavitud amb el costum, la llibertat és una paraula.

### Docència
Convençuda que l'educació era la clau per l'emancipació, es va ocupar de promoure l'escolarització en general i, de manera particular, la de la dona. Va advocar per l'educació popular, gratuïta, metòdica, mixta, científica i oberta a totes les classes socials i es considera iniciadora d'un moviment de coeducació com a modalitat que parteix del reconeixement d'igualtats entre homes i dones. La docència es va reflectir en totes les tasques que al llarg de la seva vida va desenvolupar Manso entenent que una bona formació és essencial per a un bon acompliment a la vida, per mantenir-se saludable i per a l'ús de totes les facultats amb les que una persona ha estat dotada.
Adicionalment, en els seus treballs Manso va posar l'accent per aconseguir una majoria femenina en els càrrecs docents, i a més, va encoratjar a la capacitació contínua dels ensenyants mitjançant reunions i cursos.
Al 1841, a dues habitacions de la casa de Juana Manso, va fundar l'Ateneu de les Senyoretes a Montevideo. Allà instruïa les joves i senyores de l'Uruguai en aritmètica, lectura, labors, cura dels modals de les dames, lliçons de moral, gramàtica, francès, piano, cant i dibuix. De tots els racons arribaven dones a estudiar allà i en la seva segona estada a la capital uruguaiana, va tornar a instal·lar l'Ateneu, en aquesta segona oportunitat a sol·licitud i finançat per l'estat uruguaià.
En la seva publicació del Brasil, O Jornal das Senhoras, ha criticat els procediments educatius utilitzats en aquest llavors qualificant-los de vetusts i veu amb preocupació les escasses oportunitats que tenen els menors d'edat d'accedir al sistema educatiu. A aquesta problemàtica li va dedicar una sèrie de columnes titulades Estudio sobre Educação. A més, en aquesta sèrie d'escrits va considerar a Sud-amèrica com la regió on l'educació presentava un endarreriment més gran i es va proposar començar a elaborar un esborrany de planificació; ho va fer en documents titulats Estudios sobre Educação, on els resultats d'aquest treball van superar el que ella havia previst.
En aquesta mateixa publicació brasilera va dedicar altres columnes a l'educació de la dona, de qui sent compassió perquè se'ls presenta com a molt difícil i ple de pedres el camí de la virtut; considera que les dones ignoren que el camí del bé té una recompensa, només se'ls presenta la idea el càstig. Manso va tenir el dubte si la comprensió entre el bo i el dolent no es podria aconseguir utilitzant un sistema de recompenses morals d'acord a la seva intel·ligència i forces en lloc de sistema repetitiu usat en aquests temps que la induïen a creure que si eren bones aconseguirien la felicitat i en cas contrari només la dissort.
Al 1859 l'escriptor José Mármol la presenta a Domingo Faustino Sarmiento, llavors cap del "Departamento de Escuelas", qui la promouria a directora de l'Escola Normal Mixta N.º 1, al barri de Monserrat. L'Escola de Tots dos Sexes N.º 1 va ser creada per ell, ja que ella donava suport a la idea de l'educació per a dones. Durant aquesta tasca va escriure a partir de 1865, la revista Anales de la Educación Común donant suport i promovent els ideals del polític sanjuanino, que l'havia creat al 1858 i dirigit fins a aquesta data, i els nous plans educatius. En aquests documents, va promoure el procés d'ensenyament amb base a la reflexió i l'observació, respectant les necessitats i nivells maduratius de l'educació. Però, Sarmiento va ser enviat a San Juan com a interventor i ella es va quedar a la capital argentina lluitant contra els que s'oposaven a l'educació mixta. Ella defensava fortament les seves idees en diferents conferències i xerrades que donava, arribant a ser escridassada pels assistents a les mateixes i va arribar a ser qualificada de boja. En els Anales de 1870, es va bolcar la Historia de las Conferencias Pedagógicas desde 1863 a 1870, també la Memoria sobre la Educación Común en la provincia de Buenos Aires, l'autor va ser José M. Estrada (fill) i la La Historia de la Educación Pública en la ciudad de Buenos Aires.
A més, en aquests Annales, proposar avenços pel que fa a l'educació femenina i també en la carrera docent de les dones, va sostenir que el càrrec de directora d'escoles havia d'obtenir-se per concurs per dignificar les docents. En aquesta publicació també va defensar l'eliminació dels exàmens, subordinant els coneixements a la consciència del saber.
Al 1863, els professors del Col·legi Nacional de Buenos Aires van aprovar un llibre de text titulat Compendio de Historia de las Provincias Unidas Del Río de la Plata, que l'any anterior Manso li havia enviat al general Mitre i aquest havia recomanat fer-lo servir com a llibre de referència elemental a les escoles primàries.

### Vocal del Departamento de Escuelas
Al 1869, amb Sarmiento com a president de la nació, va ser nomenada com a vocal del Departamento de Escuelas des d'on va promoure la formació de les cooperadores escolars, creant comissions parroquials per atendre els nens indigents aconseguint-roba, aliments i llibres, i a més, va proposar flexibilitzar els plans educatius vigents per aquests anys i eliminar els càstigs físics que regien en el sistema educatiu de segle xix, dominat per l'ús del terror i la memorització com a eines pedagògiques. Dos anys després, va passar a formar part de la Comissió Nacional d'Escoles. En aquests càrrecs, va impulsar les seves idees de reformes, com l'ensenyament de l'idioma anglès en els col·legis públics i la designació de càrrecs jeràrquics mitjançant concurs i ordre de mèrit.
Manso va impulsar també la creació de jardins d'infants basant-se en treballs previs de Bernardino Rivadavia duts a terme en la dècada de 1820, va intercanviar cartes amb Mary Mann, integrant de el moviment de Kindergarten que va tenir èxit als Estats Units, tenint també l'aval de Sarmiento que va visitar el país nord-americà. En els seus Annales es va referir a la importància dels establiments de nivell inicial informant a les docents de les característiques dels mateixos i va recomanar activitats musicals i lectures per a les diferents activitats recreatives. A més va promoure les idees de Pestalozzi i Froebel, autors als quals els va traduir les obres a l'espanyol per tal de donar a conèixer aquestes institucions i donar formació a les docents per als nens de nivell pre-escolar.
Va organitzar un seguit de conferències destinades al públic femení per tal de promocionar les seves idees polítiques i religioses, però no va tenir per part dels seus receptors un bon acolliment, va generar queixes i gestos de repudi. A més, va proposar unes activitats d'educació física que van ser qualificades d'immorals per les autoritats educatives, el que va provocar la suspensió d'aquesta sèrie de xerrades que consistien en una sèrie de lectures i exercicis per a ser usats en els processos d'ensenyament. Sarmiento va descriure aquesta situació en una nota:
| « | Són les notes les que irriten. És la primera vegada que s'introdueix la pràctica de parlar en públic sobre qualsevol matèria. Només el púlpit va estar en poder d'aquesta prerrogativa. Avui ho està el pensament. | » |

#### Idees per millorar el sistema educatiu
Al llarg de la seva carrera, Manso va defensar els drets dels infants procurant eliminar els càstigs físics que eren utilitzats com a eina pedagògica en aquest temps. A més, va promoure la utilització de mètodes moderns en l'ensenyament en reemplaçament dels que considerava arcaics, i aconsella la interacció entre professors i alumnes a les aules que permeti l'exercici de la pensament. Va reclamar que els càstigs siguin només morals i que els educadors havien de tenir la capacitat de fer-se estimar pels seus educands, ja que amb l'amistat podrà dirigir cors amb sinceritat i va concloure que l'amor i el respecte que un educador pot arribar a inspirar és la més bella propietat en la tasca d'un professional de l'educació.
I també, va reclamar una educació homogènia en tots els establiments educatius de país i que fos igualitària tant per a pobres com per a rics, tot i que reconeix a això últim com a utòpic, ja que una nena d'una família d'escassos recursos econòmics només podria contreure matrimoni amb un home de la mateixa situació econòmica i, llavors, no podria malgastar el seu temps en aprendre a brodar, cant o tocar instruments musicals sinó que hauria de tenir una educació més àmplia acord a les seves necessitats que li permeti ser millor com a filla, mare i esposa.
A més, va recomanar que s'utilitzés un sistema Politecnográfic o millor conegut com a sistema Enciclopèdic per a aquests fins. Va qualificar com obsolet el sistema Carta de Lectura que s'usava per aquests anys en l'ensenyament i va recomanar la utilització de Taules de lectura de mida gran amb punters de grans dimensions també en on al seu voltant formava un semicercle amb alumnes i un amb només alguns anys més, amb al paper de monitor, procediment que segons ella li donava bons resultats als seus estudiants.
El de la taula de sorra blanca era un altre sistema que feia servir amb freqüència per als educands que estaven aprenent a llegir, amb aquesta eina podien dibuixar les lletres amb més facilitat, posteriorment, seguien amb les síl·labes i finalment, començaven a utilitzar el paper.
També es va ocupar de la qualitat de vida dels nens escolaritzats. La quantitat d'hores que un noi estava dins de l'escola va ser una altra de les coses que Manso va qüestionar durant la seva trajectòria. Deia que una alumna necessitava anar amb una criada a l'escola quan no era internada d'ell mateix, va proposar que s'iniciés l'activitat a les 7 del matí fins a les deu, posteriorment mitja hora d'esbarjo i una altra mitja hora de lavabo, per a posteriorment, esmorzar i anar de nou a les aules fins a una hora de la tarda que fos adequada per tancar l'establiment fins al dia següent. És a ella a qui els estudiants primaris i secundaris de l'Argentina li deuen l'hora del pati, ella va ser qui ho va impulsar, convençuda que els educands necessitaven una pausa per poder distendre durant els períodes d'aprenentatge. Anys més tard, una llei, la Llei 1420, els va convertir en obligatoris.
Com a complement del seu treball, es va ocupar també de les nenes d'escassos recursos econòmics que només rebien educació rutinària i això havia de canviar segons el seu pensament, on, a més, sostenia que l'educació havia de ser completament pràctica ja que per gestionar la teoria s'havia de tenir el pensament ja desenvolupat.
Va donar una conferència que es va anomenar Pedagogía Filosófica que es va enfocar en l'educació de l'infant interioritzant-se en la seva naturalesa. Per a això, va separar els períodes d'aprenentatge en quatre fases: atenció i observació, atenció i comparació, exercicis de memòria i finalment, l'ús de la imaginació; i va fixar els objectius que havien d'aconseguir:
1. Determinar les bases de l'educació.
2. Aquestes bases han de assentar-se sobre les teories de civilització i de l'avanç continu de la intel·ligència.
3. Si la persona es va formar en la ignorància i l'error, no aconsegueix conformar posteriorment els bons costums.
4. S'ha de tenir llibres elementals per a la formació.
5. Redactar reglaments per a escoles, on el fonament sigui la iniciació dels educands en la moralitat, en el respecte a les institucions socials i a la llei, i que s'eviti sostreure aquestes institucions educatives de l'arbitrarietat dels professors.

I a més, afirmava que és la societat en el seu conjunt, tot i des dels seus mitjans de comunicació, la que li dona educació a una persona, no solament l'escola. En base a aquestes asseveracions, va convocar els veïns perquè conformessin associacions ja que els considerava capaços de fomentar l'educació popular, i també va procurar la sanció d'una llei que regulés aquests temes.

### Direcció de l'Escola d'ambdós Sexes
Aquestes idees liberals i que impulsaven la renovació de l'educació, que va elaborar inspirada en conceptes de la Revolució de Maig i que les difonia per mitjà de la premsa, en les seves presentacions a Buenos Aires i en la resta de país, van tenir els seus detractors. L'any 1859, ni la Municipalitat de Buenos Aires, ni l'Estat de Buenos Aires ni tampoc les Dames de Beneficència, van tenir en compte les seves propostes pedagògiques, ja que per a alguns veïns de Buenos Aires era un insult l'escola mixta, les escoles municipals eren només d'homes i les escoles dependents de les Dames de Beneficència no tenien cap tipus d'ingerència. A més, per aquestes idees Manso es va guanyar el malnom de boja.
Però malgrat les opinions contràries, va tenir la defensa de Sarmiento, qui en aquells dies exercia el càrrec de director d'Escoles de la província de Buenos Aires, i va veure en Juana Manso l'oportunitat de difondre les seves pròpies idees. Llavors, el 7 d'abril de 1859 la va posar al capdavant de l'Escola d'ambdós Sexes, amb seu a la parròquia de Montserrat situada al carrer del Bon ordre 123. L'ordre donada per Sarmiento va ser "Rebi a tots els que vinguin", donant per resultat un elevat nombre d'inscrits. Abans que l'escola complís un any, el 30 de març de 1869, Manso va elevar al seu director provincial un informe producte de nou mesos d'observació, on va informar de grans avenços. Va considerar a l'escola mixta com un límit per als homes i una bona oportunitat per adquirir des de la infantesa hàbits d'urbanisme. A més, va establir al recinte, l'ensenyament de llengües estrangeres, ensenyant anglès escrit i francès oral.
En un segon informe elevat al Cap Interí del Departament d'Escola de l'Estat de Buenos Aires, Manuel Pazos, va informar que la seva escola havia estat guardonada amb el lloc d'honor en un lliurament de premis a les escoles de la capital realitzada al Teatre de la Victòria, cerimònia que va tenir a una enorme quantitat d'estudiants d'aquestes escoles, que prèviament van concórrer a una missa celebrada a l'Església de San Miguel. El tancament de l'acte va comptar amb paraules al·lusives de Pazos i de la pròpia Manso.
No obstant això, els opositors a aquest modern sistema educatiu van continuar fent les seves proclames, apedregant els diferents edificis a què l'escola havia de traslladar-se a causa dels danys que aquesta modalitat de protesta van provocar, tenint com a punt culminant una nota que li van enviar al juliol de 1865, on li sol·licitaven la separació dels alumnes homes i que va obligar a Manso a fer un descàrrec dient que la seva escola constituïa una família i que això seria separar els fills de la seva mare. Finalment, a causa de les pressions va renunciar al càrrec l'1 de setembre. Aquest fet, li va fer pensar que l'Argentina tenia costums pròpies d'una colònia.
Temps després de la seva renúncia a l'escola, va rebre dues cartes, una datada l'11 de juny de 1867 de Domingo Faustino Sarmiento, on li va expressar la seva gratificació per l'escola d'ambdós sexes dient que ell havia estat el 1860 tres dies a l'Escola Normal de Lancaster, a Pennsilvània, on havia conviscut amb tres-cents alumnes majors de quinze anys, les dones i majors de divuit dels homes, en un ambient d'aprenentatge mutu. La segona carta li va arribar des de Catamarca remesa per Lindor B. Sotomayor, on li va comunicar la creació a aquella província de la Societat Protectora d'Instrucció Pública i li va adjuntar els estatuts que es van publicar a la premsa.

#### Reorganització del Departamento de Escuelas
El 9 d'agost de 1869, Sarmiento, que en aquesta data era president de l'Argentina, li va encomanar la tasca de reorganitzar el Departament d'Escoles. Com a part d'aquesta tasca, al novembre d'aquest any, va realitzar una inspecció a trenta-quatre escoles traslladant-se en un carruatge; el resultat d'aquesta inspecció va ser un informe en on va assenyalar que no es podien donar conferències en aquests llocs per mancances humanes, ja que es requeria mestres amb més formació. Aquest informe, el va donar en una conferència a la qual van assistir diversos docents. El personal docent, es va revelar davant semblants afirmacions i la municipalitat la va separar d'aquest càrrec amb el pretext que les seves dissertacions no tenien cap valor, i les docents que van assistir a les mateixes també van ser separades dels seus càrrecs.
El novembre de 1870, Manso va iniciar una sèrie de conferències titulades Conferencias para Maestras, recolzada per Sarmiento, qui veia en les conferències com el gènere laic que segueix al sermó religiós.

### Acompliment a la Comissió Nacional d'Educació
A l'any 1871, va aconseguir el càrrec més alt que un educador podia aconseguir per llavors, ser membre de la Comissió Nacional d'Educació, i a més, fou la primera dona a ser-ho. Va ser proposada pel llavors president Nicolás Avellaneda. Els altres membres que van ocupar amb ella el càrrec van ser Abel Bazán, Santiago Cortínez, Oleguer Ojeda i Pedro B. Ojeda. I aquest mateix any, va tornar a estar a càrrec d'un establiment educatiu, quan va ocupar el lloc deixat per María Isabel Gorman a l'Escola Graduada Núm 1. En aquest càrrec, va elaborar un programa per conrear el gust per la lectura. El programa va rebre crítiques d'Enrique S. Quintana, Justo Ruiz i Diez More, als que ella va respondre amb fermesa.
En una oportunitat, va sol·licitar al Consell d'Instrucció Pública, de què va ser membre costat d'Antonio E. Malaver i altres senyors cognomenats Cazon, Gutíerrez, Cosson, Montes d'Oca i Torres, que s'ocupés de la provisió de material escolar, però li van respondre que existien dificultats per aquesta comanda i ella llavors va sol·licitar la sanció d'una llei de subvencions de municipalitats de campanya, rebent la resposta del doctor Montes de Oca que es dirigís a la Comissió d'Útils. En la sessió del 3 de maig de 1873, d'aquest organisme, Manso va impugnar l'informe de l'Escola Normal de la Societat de Beneficència, aclarint que les docents de la institució eren bones però necessitaven un estímul. El president del Consell va sol·licitar que s'autoritzés l'enviament de dos inspectors per avaluar la idoneïtat de la institució. Juan M. Gutiérrez i Sáenz Penya van ser les persones als quals se'ls va confiar la missió.
A les edicions de 1873 de les cròniques, el tema central va ser el Reglament d'Escoles, la solució als problemes, tràmits i trasllats. A més, van ser altres temàtiques, com la instrucció pública a les escoles municipals de la Ciutat de Buenos Aires, la legislació sobre educació primària a les províncies de San Luís, Catamarca, Jujuy i Salta, i els informes que va realitzar Horace Mann; i Carlos Northern va escriure diversos articles sota el títol El Consejero del Maestro.
En el número de desembre de 1874, en els Annales, es va informar que l'educador uruguaià doctor José Pedro Varela, els va enviar una obra de dos volums titulada La educación del pueblo, un compilat d'obres dels més importants educadors anglesos, americans i francesos contenint les bases necessàries per a un sistema educatiu comú, i va establir que l'educació hauria d'abastar els següents estrats: Jardins d'infants, Escoles Normals, Universitats i educació de la dona. A més, va promoure l'educació nocturna per adults. L'editorial de l'exemplar, el va escriure Manso on va comentar les bases de la feina de Varela i va afegir que l'educació modifica les males costums instintives, corregeix l'abús del mal ús de l'llenguatge i elimina la tendència de fer esclaves a les dones del «què diran».

### Societat Pestalozzi
Manso va ser cofundadora de la Societat Pestalozzi al 1872, prenent com a model l'obra de l'educador Johann Heinrich Pestalozzi, assenyalat per Víctor Mercante com el «prefaci de la instrucció pública argentina». Els altres membres de la societat van ser Nicodemes Antelo, que va ocupar el càrrec de president de la Comissió Directiva, Saturnino Benavídez, que va ser el secretari i altres 32 membres actius que van triar al docent suís com a capdavanter perquè afirmaven que sense ell l'educació moderna no hagués existit.
Una de les obres que la societat va realitzar, va ser l'edició del diari La Educación Moderna, que va tenir la pretensió d'omplir una necessitat en la premsa argentina. El comitè de redacció d'aquest diari l'integraven Antelo, Domingo Orlandini i Rafael A. Valiente. Només es va conservar un únic exemplar en què els seus editors condemnaven tota estructura primordialment clàssica, i sol·licitaven un ensenyament positiu d'acord amb l'ideal dels pobles nous. A més, donaven el seu suport a un projecte municipal d'escola laica, encara que eren oberts a escoltar els opositors a aquestes idees, i en aquest número reclamaven la reconstrucció de l'escola Normal, havent complert un any del seu tancament sense que hi hagi plans per al seu restabliment. També, els autors de l'edició varen mostrar el seu suport al d'aleshores director d'Escoles doctor Alzina, i Domingo F. Orlandini va signar una nota on va posar d'exemple a Horace Mann, educador nord-americà que va preferir el càrrec de director d'Escoles al de governador de Boston al 1848, i com a nota final d'aquest número es va publicar una titulada La conciencia i Pestalozzi, dedicada a qui portés al nom de la societat.
Manso va donar suport a aquestes idees no de casualitat, perquè ella mateixa era de la idea que una educació moderna seria una forma d'iniciar la regeneració dels pobles lliures.

### Societat Amics de l'Educació Popular de Montevideo
Elbio Fernández i José Pedro Varela, integrants de la Societat d'Amics de l'Educació Popular (SAEP) de Montevideo, li van proposar a Manso ser corresponsal d'aquesta institució al 1869, i ella va acceptar la proposta.
Varela li va enviar un article titulat «Los derechos de la mujer» aclarint-li que s'animava a tractar d'aquests temes només davant d'un grup de joves i que s'havia proposat assenyalar el que el va denominar «nafres socials», la solució de la qual depenia del progrés. A més, també pensava que els drets de la dona eren una qüestió secundària perquè si era igual en capacitat a l'home havia de gaudir dels mateixos drets.

### Influència sobre Sarmiento
Juana Manso i Domingo Faustino Sarmiento, es van interrelacionar entre si en les seves tasques, i en aquests contactes Manso va adquirir habilitats com ara la visió perimetral del país, dels seus habitants i situacions, i a més, la fermesa de la seva afirmació. Sarmiento, per la seva part, ja llegia les obres de Manso acceptant la figura de l'autora, demostrant el que Lily Sosa de Newton va afirmar d'ell, que tenia la capacitat de descobrir la riquesa intel·lectual de les dones que li eren properes. I a més, entre els dos van fundar a tot el país unes 34 biblioteques populars.
Manso i Sarmiento, van tenir una fluida comunicació epistolar, es van destacar una carta que al 1862 Sarmiento li envia des dels Estats Units quan era Ministre Plenipotenciari, on en aquesta missiva li va insinuar a mans d'utilitzar el model nord-americà a la política educacional argentina. I estant a Lima, Perú, el funcionari argentí va llegir en un diari l'article «La escuela de Flores», signat per Manso, el que li va provocar sorpresa i va motivar l'escriptura d'una carta. També li va enviar dues cartes a l'agost de 1865 amb motiu de la publicació dels Annales, on entre altres coses l'informa el nombre de dones que ocupen llocs no tradicionals. Una altra carta, que es va destacar, va ser la datada el 5 de febrer de 1868, escrita per Manso amb motiu de la candidatura presidencial del segon on ella va pressentir que alguna cosa original estava passant. També van ser notòries les dues cartes que va rebre Manso amb motiu de la seva renúncia a la direcció de l'escola d'ambdós Sexes ja mencionades. I en altres dues correspondències remeses des dels Estats Units, li va enviar dos toms de la Vida de Lincoln, on es van incloure els versos que ella va escriure en memòria de l'heroi estatunidenc, i que foren traduïdes a l'anglès per Longfellow i publicades al Atlantic Month.
A més, va rebre per part de Sarmiento una carta de desgreuge a causa d'una frustrada conferència que Manso va donar a l'església Catedral al Nord sobre la Reforma Luterana d'Europa al maig de 1866, i que va ser interrompuda per manifestants que proferien crits i insults a més de llançar asafètidas en el seu cos el que va fer impossible sentir la dissertació de l'educadora. Per aquest incident, també va rebre una carta de desgreuge de l'educadora Mary Mann a on li va expressar la seva admiració pels seus treballs que va obtenir per mitjà de Sarmiento i li va prometre enviar-li un llibre que va escriure sobre els jardins d'infants.
Hi va haver, a més, una fluïda interrelació entre Manso, Sarmiento i Mann. Aquesta última, li va sol·licitar al polític i educador argentí que li proporcionés una biografia de Manso o que l'escrivís en cas que no existís. Manso la va nomenar la seva corresponsal i amiga, en cas d'un suposat viatge als Estats Units. A més, Mann va traduir a l'anglès el llibre Facundo, de Sarmiento, i va estar investigant la seva vida per escriure una biografia d'ell. Mann va convidar a Manso a viatjar als Estats Units per assistir a una capacitació sobre jardins d'infants que s'impartiria per l'educadora Mrs. Kriuges, però ella va rebutjar la invitació adduint altres ocupacions i preocupacions que li impossibilitaven abandonar el país: aquesta sèrie de comunicacions es van veure reflectides a la Correspondència de les cròniques, on es van publicar la carta de Mann datada el 16 de febrer de 1869 i la respectiva contestació rebutjant la invitació.

#### Conferència a Quilmes
El 24 d'octubre de 1866 a Quilmes, una de les localitats que segons Sarmiento demanava la construcció d'escoles i que en aquells dies només funcionaven dos, Manso va donar una dissertació que la va iniciar amb la frase «l'escola és el secret de la prosperitat dels joves », frase que va pronunciar anteriorment Bernardino Rivadavia. En la seva al·locució, fa èmfasi a la baixa qualitat de l'educació que reben els nens de baixos recursos en comparació dels nens de famílies de més recursos econòmics que poden accedir a una escola privada. I va continuar advertint el perill d'aquesta pràctica que podia posar en perill la perpetuïtat de la República. Va sol·licitar a les municipalitats que financessin l'educació de tots els nens, i més de l'obertura d'una biblioteca pública.
Aquesta xerrada va tenir repercussió als Estats Units, més precisament en el primer número de la revista Ambas Américas, fundada i dirigida per Sarmiento, on va publicar a la secció "Correspondències", una carta de Manso amb el resum de l'activitat.

### Intercanvi epistolar amb Mary Mann
Mary Mann, educadora dels Estats Units, i Juana Manso, van intercanviar diverses cartes, sent el període més important de la comunicació, el període comprès entre l'11 de maig de 1868 i el 13 de desembre de 1872, on, entre altres temes intercanviats, es troben la informació de què Manso estava traduint a l'espanyol les obres de Horace Mann creient que això era un digne servei a Sud-amèrica. La correspondència es va enviar per mitjà de Foster Thayre, educador que va haver de deixar Argentina per no ser reconegut.
En una altra de les missives, Manso li va expressar el seu desig de visitar Estats Units, país que no coneixia i que, a més, li va comentar sobre el seu nomenament en el Consell d'Educació i li va demanar a Mann que li enviés una còpia del Board of Education de 1868.
A l'any següent li va comunicar pel mateix mitjà la seva trobada amb les educadores Szaba, Wood i Gorman, de les que va tenir una molt bona impressió, i també li va comunicar a Mann que a Buenos Aires l'aprecien, especialment els membres de la Societat de Beneficència creada per Rivadavia. En aquestes mateixes correspondències, li va comunicar que el governador Castro la va nomenar consellera d'Educació Pública, càrrec que va generar resistència per part de la societat pel seu intent d'introduir el cant a les escoles i exigir que les mestres sabessin escriure des de l'ortografia i intentar ordenar l'ensenyament.
A les correspondències de 1870, hi va haver informes sobre el reflotament del Consell d'Educació impulsat per Manso, l'aprovació del reglament d'escoles infantils i el principi de discussió dels principis de Pestalozzi, ja que ella pretenia convertir les escoles de nens petits en llars d'infants i d'allí prosseguir amb l'organització ascendent, així com també estava en tractatives que una parella d'alemanys li posés en funcionament un jardí. També, es va queixar de l'oposició rebuda per docents a les que ella prèviament havia afavorit, així com que li va comentar a Mann que a l'Argentina havien assassinat a Urquiza i s'estava desenvolupant una guerra civil, problemes que van entorpir la seva tasca.
Per la seva banda, Mann va enviar una sèrie de correspondències a Manso, tenint més transcendència una del 5 de novembre de 1870, que li havia escrit a l'agost, on li va demanar explicacions sobre l'anada a San Juan de les mestres arribades dels Estats Units. Manso li va respondre dient que el contracte que les docents Szaba, Wood i Dudley van signar no deien una destinació específica, només deia República Argentina. I a més, va al·legar que ella no era qui donava consells, que ella no les havia aconsellat sobre aquest viatge. També, la docent Gorman es va presentar en el seu domicili acompanyada pel senyor Ryan amb el propòsit de no viatjar a aquesta província argentina, quan li van preguntar a Manso la seva opinió sobre aquest destí ella va respondre que no el coneixia. I que finalment, tal viatge no es va realitzar després d'unes deliberacions amb Sarmiento, ja que ell havia donat l'ordre que es traslladéssin a aquesta província, on el grup de docents es va negar per no tenir complet el vestuari i no semblar-los adequat el destí. Va afegir Manso, a aquesta comunicació que ella va negociar amb el ministeri de Govern de la província de Buenos Aires, un contracte per a les docents en aquesta província amb les mateixes característiques i sou que el que tenien en San Juan, tot i que havia de contrariar l'ordre emesa per Sarmiento que era que tornessin als Estats Units en el mateix vaixell que les va portar per haver-se negat anar a treballar a San Juan, la qual era la directiva original emesa per Sarmiento. Llavors, ho va fer actuant com a vocal del Consell d'Educació per salvar la reputació institucional de l'organisme, i a més, va aconseguir que li adquiressin a Bell Dudley un jardí d'infants per dos-cents pesos forts.
En aquesta mateixa carta, Manso va admetre que ella no estava a favor del trasllat de les mestres al territori sanjuanino per no ser favorables les condicions religioses/ polítiques del país, ja que les joves docents professaven la religió protestant i a l'Argentina en aquells dies predominaven els jesuïtes. A més, considerava que la manca de circulació dels ferrocarrils feia que els perills no cessessin, i va comparar a les províncies de l'interior argentí amb els llogarets del Caire: eren el desert, la barbàrie. I també va reflexionar que si el país no establia la seva capital fora de Buenos Aires per raons de seguretat tampoc oferia garanties a una nena indefensa, ella va afirmar que tampoc hagués acceptat el treball. Com a finalització d'aquesta carta, li va comunicar al seu remitent la creació de nous jardins i li va sol·licitar que li aconseguissin pressupostos de trens de ferro per a escoles i d'aparells complets de Calkins.
Hi ha una altra carta de Manso dirigida a Mann on li va comunicar que la docent Gorman va renunciar i que ella estava a càrrec de l'escola que havia deixat. També li va explicar que Buenos Aires, estava governada pels jesuïtes que li manifestaven a ella el seu odi per la seva condició d'heretge. A més, li va sol·licitar en aquesta correspondència, consells per al seu Manual d'Història Argentina que acabava d'escriure.

### Cartes inèdites
María Velasco i Arias, qui va estudiar la vida de Manso, va fer referència a una dissertació del 17 d'agost de 1938, a una sèrie de cartes que Manso va escriure a una nena de tretze anys que va ser la seva alumna, i que posteriorment es va saber que es va tractar de Carmen Campero de Gómez del Campo. La primera, amb data del 12 d'abril de 1873, a on li demana disculpes per no haver-li escrit anteriorment, li va dir que estava orgullosa de la seva amistat amb una persona molt més jove. Allà es va referir a l'alumna amb el sobrenom de la Xina i li va escriure a la seva casa de Belgrano. La segona carta, estava datada l'11 de gener de 1874, quan la nena s'havia traslladat a Ranchos i en ella li va recomanar resignació ja que les dones llatines eren «coses» i no éssers dotats per Déu. A més, en aquesta carta li va comunicar que en una visita fallida a la Sra. Hopkins perquè no la va trobar, havia trobat un llibre escrit en anglès que es titulava El genio de la soledad, basat en la vida de Beethoven. El va llegir i va trobar similituds entre la vida del músic i la seva; tots dos eren pobres, tots dos vivien en soledat i a més, tots dos eren descuidats per vestir-se. I també, Beethoven va ser escridassat quan es disposava a dirigir una de les seves obres.
Aquestes dues cartes, escrites un any abans de la mort de Manso, es van visualitzar les relacions de dominació i subordinació del gènere. I, tot i que, Manso estava ja feble en el físic i el moral, seguia lluitant per aconseguir el seu lloc al món tot i les pressions de la societat. A les dues cartes va manejar les variables espaciotemporals, al disculpar-se en la primera de no haver escrit abans i en les variables textuals usades en la segona, com la posició social de la dona i, en segon pla, la violència, la injustícia i la solitud entre d'altres factors.

### Biblioteca Pública de Chivilcoy
Juana Manso va realitzar diversos viatges a la ciutat argentina de Chivilcoy, sent el primer cop l'11 de setembre de 1866, convidada per Manuel Villarino i Augusto Krause. Al primer dia d'aquesta visita, li va tocar dissertar després d'Avellaneda, on es va referir a temes de la cultura popular, i a l'endemà va proposar organitzar una xerrada literària amb la finalitat de recaptar fons per formar la biblioteca pública en aquesta ciutat. Es va inaugurar el 10 de novembre d'aquell any, sent la primera biblioteca pública en una petita localitat de Sud-amèrica. Un dels primers donants de llibres va ser el president Avellaneda i la pròpia Manso, acompanyada de les seves filles, que va donar un calaix de pi amb 144 llibres de la seva col·lecció, a les que els va donar el nom de "Domingo Faustino Sarmiento". Va acabar aquest dia oferint una vetllada literària-musical on va llegir el conte escrit per Juana Manuela Gorritti Una hora de coquetería i va executar temes musicals. I a més, va traduir de l'anglès el Reglament d'Escoles de Nova York perquè fos usat com a exemple a aquesta.
A l'endemà, va donar una conferència per tal de recaptar fons per a la biblioteca obtenint 3800$ que va donar íntegrament a la institució. En aquesta jornada, va parlar sobre innombrables temes, entre ells tractant d'inculcar la lectura en la dona, a qui també li confia l'administració de la biblioteca, i a més, va destacar que en aquesta ciutat de l'interior de Buenos Aires, els seus Annales tenien quaranta subscriptors mentre que a la capital argentina tenia trenta-vuit.
Durant la seva conferència també va tractar altres temes, entre ells, va convidar a que Chivilcoy es conformi una associació que porti el distintiu de Societat Franklin, com ho va fer San Juan i tenia projectada Gualeguay, Entre Ríos. A més, va instar als pobladors perquè elevessin la categoria de poble a ciutat, que sembressin arbres i fessin lots dels terrenys i les propietats.
Com a reconeixement a la tasca de Manso en la instal·lació de la biblioteca, la Comissió Directiva de la mateixa va col·locar en el lloc més visible de l'edifici una foto d'ella amb la llegenda «Fundadora de la primera Biblioteca Popular a la província, novembre 10 de 1866 », i ella es va mostrar alegre pel gest, ja que va nomenar a Sarmiento com a inspirador del projecte, i finalitzant amb aquesta jornada, es va dirigir a les dones a qui els va sol·licitar que exercissin la seva condició maternal perquè preparessin a la generació següent.
L'abril del 1868, va visitar per última vegada la ciutat de Chivilcoy, però aquesta vegada no va tenir una bona recepció, tot i que va arribar amb una donació de llibres i les seves amistats la van rebre amb alegria, i els va donar una conferència sobre els avantatges socials que té l'educació de la dona. No obstant, el 8 d'abril tenia programada una segona xerrada, i quan va anar a fer-la la van treure de el lloc que tenia assignat i se la va situar en un menor categoria, de manera que quan es disposava a pronunciar la seva lectura, un grup d'assistents la va interrompre provocant que es retirés indignada dient "Veig que estem a la pampa".

## Homenatges

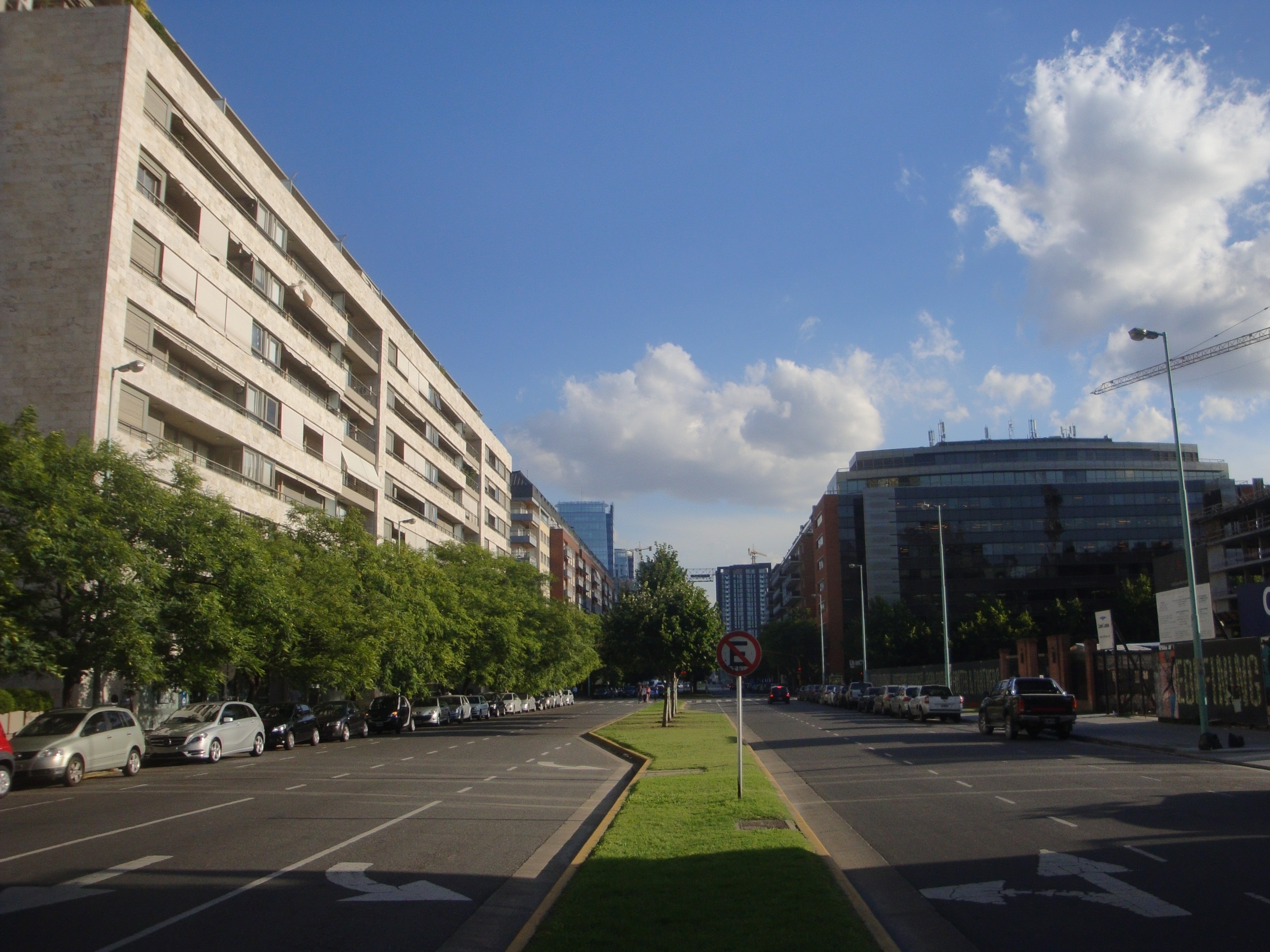
Carrer Juana Manso a Puerto Madero, Buenos Aires.

Els mitjans de premsa li van dedicar diverses editorials a Manso, la primera el 2 de maig de 1875 a la Ondina del Plata, davant el recent decés, el qual va ser enterament dedicat a l'esdeveniment. Al 1881, Sarmiento va dedicar una nota a un homenatge que els seus amics Faustino Jorge, Álvaro Barcos, Carlos Encina i Augusto Krause li van fer. I al complir-se el centenari de la seva mort, el diari La Nación va escriure una nota recordatòria a la seva memòria.
Domingo Faustino Sarmiento, va instaurar després de la mort de Manso, un premi en el seu honor que guardonava a la nena o senyora que sigués la millor en llegir dos textos, un designat amb anterioritat i l'altre a l'atzar en el moment de la competència. Les regles d'aquest concurs es van publicar en el Monitor de l'Educació de 1881. La implementació del certamen va tenir com a inspiració una carta que Manso li havia enviat a José María Cantilo, director del Correu del Diumenge, on li expressava la seva preocupació davant dels escassos hàbits de lectures que tenia la població argentina.
La municipalitat de Rosario organitza des de 1999 un premi al periodisme amb el seu nom, que el va oficialitzar a través de l'ordenança núm 6798 que busca incentivar les produccions periodístiques basada en la igualtat entre homes i dones, buscant la discussió dels rols tradicionals d'ambdós gèneres i diferenciar els treballs que mostrin una imatge real de la dona en la data en què es realitzi el certamen.
Diversos carrers de ciutats argentines, incloent un carrer del barri de Puerto Madero a Buenos Aires porta el seu nom. I porta el seu nom, a més, un barri de la ciutat argentina de San Juan.
Així mateix, en l'àmbit cultural, diversos establiments educatius argentins i diverses biblioteques porten el nom de l'escriptora, com la Biblioteca Popular Juana Manso al barri de Sant Cristòfol a la capital argentina, l'escola primària 53 de la ciutat de Mar del Plata i l'escola primària 7 de Chivilcoy.
L'empresa Google va dedicar un doodle on es va il·lustrar com a docent en el seu cercador el 26 de juny de 2017, recordant el dia en què hagués complert 198 anys.